# 布勒斯
布勒斯（法語：Bouleuse，法語發音：[buløz]）是法国马恩省的一个市镇，属于兰斯区。

## 地理
布勒斯（49°13'30"N, 3°50'27"E）面积4.11 平方千米，位于法国大東部大區马恩省，该省份为法国东北部内陆省份，北起阿登省，西北接埃纳省，西南接塞纳-马恩省，南至奥布省，东南接上马恩省，东临默兹省。
与布勒斯接壤的市镇（或旧市镇、城区）包括：热尔米尼、欧比伊、梅里-普雷姆西、普瓦伊、特雷隆。

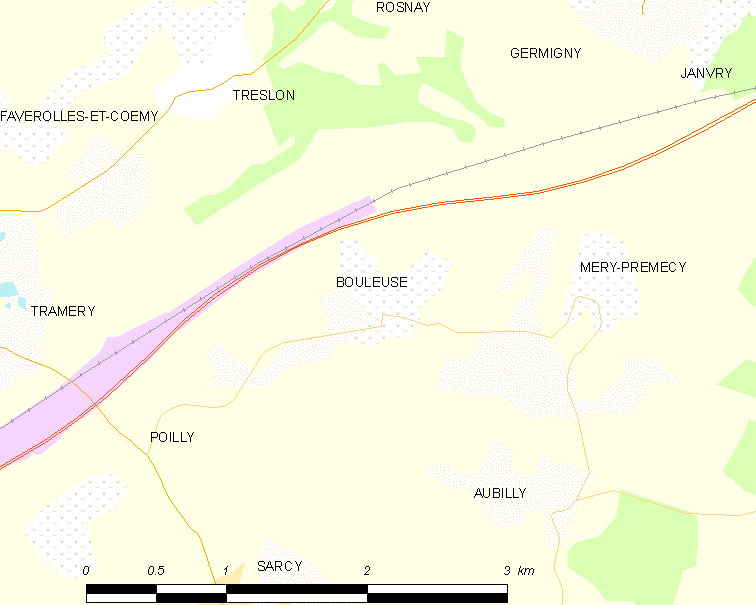
布勒斯的OSM定位图

布勒斯的时区为UTC+01:00、UTC+02:00（夏令时）。

## 行政
布勒斯的邮政编码为51170，INSEE市镇编码为51073。

## 政治
布勒斯所属的省级选区为菲姆-兰斯山县。

## 人口

1962-2008年间布勒斯人口变化图示

布勒斯于2022年1月1日时的人口数量为226人。